# Curry de Madrás

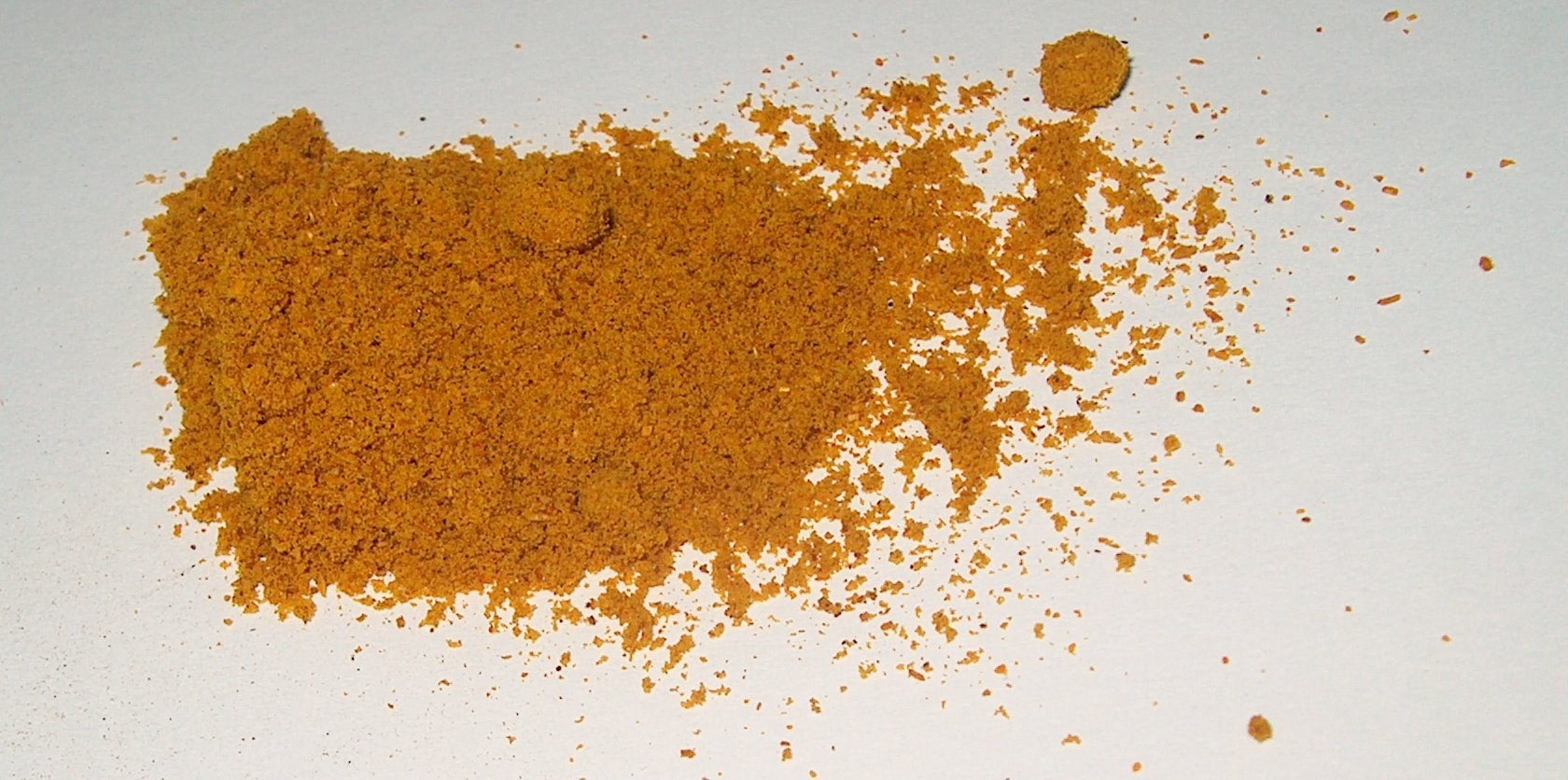
Polvo de curry madrás.

El curry madrás o salsa madrás es un curry de color rojo que posee un alto contenido de chile en polvo. Se trata de una salsa originaria del Sur de la India conocida por la ciudad de Madrás, hoy en día conocida por Chennai. Este curry puede ser con contenido cárnico o puede ser vegetariano.

## Características
Existen muchas variantes del curry madrás en la India, se trata más de una práctica nacional doméstica que una cocina gobernada por las convenciones de los chefs, restaurantes, o textos de recetas.
Los ingredientes están sometidos a la regla de su disponibilidad local o de época en el año.
El resultado final es casi siempre una salsa de color rojo, debido al empleo de especias tostadas, con una mezcla curiosa de sabores desde la suavidad de la leche de coco (o de yogur), el sabor agrio de las frutas del tamarindo, algunos toques a regaliz, el jengibre, pudiendo incluir una gama de otras especias que mezclen igualmente el dulce con el salado.
Los colores se logran con el uso de chile o una mezcla de pimiento y pimentón, el naranja con la cúrcuma, a veces se incrementa el color rojo al verter tomate.
El sabor ácido proviene del tamarindo con la posible adición de limón, lima o vinagre.
Las especias son complementario al de las frutas y los sabores salados.
Para el sabor salado incluyen ingredientes ajo (y posiblemente también de cebolla o asafétida).
El aceite puede ser ghee (mantequilla clarificada) o aceite de coco.
El garam masala puede ser parte de la mezcla de especias con otras especias incluyendo cilantro, y pimienta negra molida.

## Usos
En el sur de la India se suele servir este curry con alguna fuente de carbohidratos como puede ser arroz, aunque el uso de pan como por ejemplo el naan sobre el que se vierte una cierta cantidad de este curry y se come.